# بركندة (بهمئي غرمسيري الجنوبي)
برکندة (بالفارسية: برکنده) هي قرية تقع في إيران في قسم بهمئي غرمسیري الجنوبي الريفي. يقدر عدد سكانها بـ 106 نسمة بحسب إحصاء 2016.